# Stefan Pindelski
Stefan Pindelski (ur. 3 marca 1936 w Słomczynie) – polski operator filmowy.
W 1965 skończył studia na Wydziale Operatorskim PWSTiF w Łodzi. Debiutem operatorskim Stefana Pindelskiego był film Zabijcie czarną owcę z 1971 roku. Współpracował m.in. z Jerzym Passendorferem, Andrzejem Barańskim, Ryszardem Czekałą i Grzegorzem Królikiewiczem.